# Anton Menger

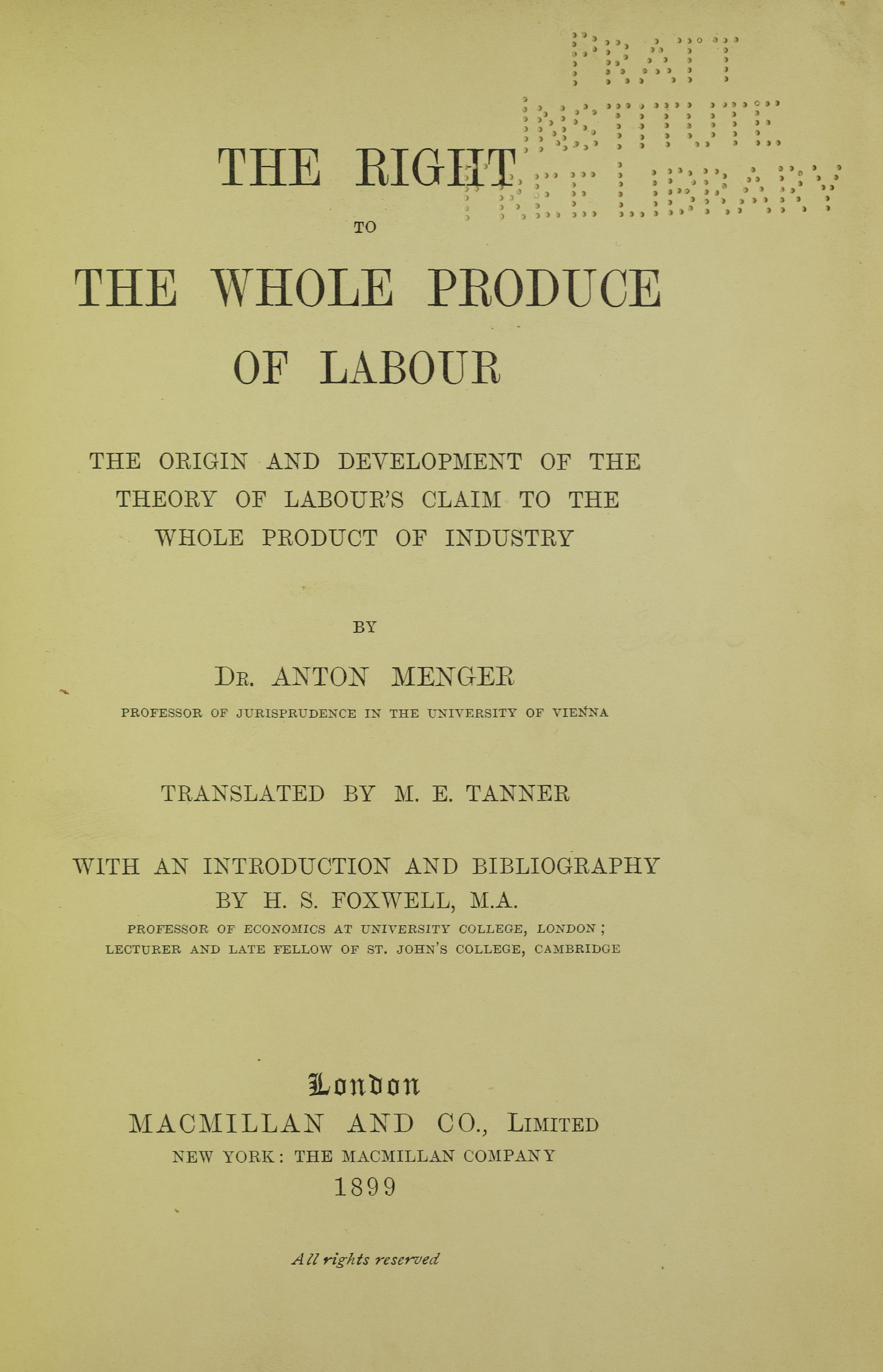
Recht auf den vollen Arbeitsertrag in geschichtlicher Darstellung, 1899 (angol kiadás)

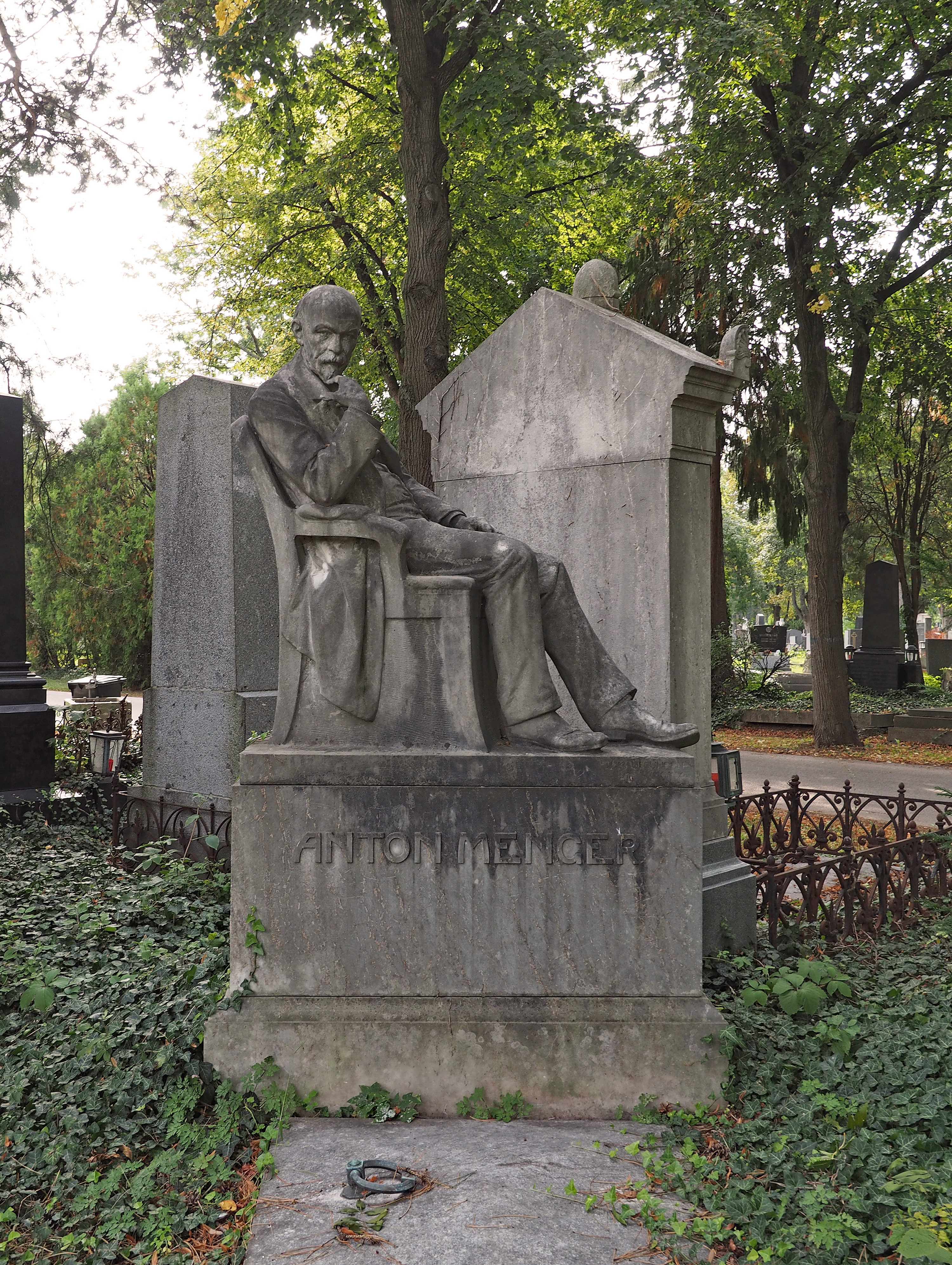
Menger síremléke a bécsi központi temetőben

Anton Menger, magyarosan Menger Antal (Maniów, 1841. szeptember 12. – Róma, 1906. február 6.) német állam- és jogtudós, jogfilozófus, a Bécsi Egyetem tanára.

## Élete, nézetei, tanításai[6]
A galíciai Maniówban született. 1874-től tanított rendkívüli tanárként, 1877-től pedig rendes tanárként perrendtartást a Bécsi Egyetemen. Korán felkeltették figyelmét a szociális problémák. Először is a régi jogrendszer keretén belül igyekezett szerényebb reformokat javasolni, nem menve túl nagyon messze a pozitív jogászok szokásos jogreformátori határain. Ez volt első fázisa reform-tevékenységének.
Második nagy munkájában már készülőben van az új Menger. A tételes jog reformátor itt már jogbölcseleti magaslatokra emelkedett. Ebben a munkájában azt a fontos célt tűzte ki maga elé, hogy a szocializmus alapfogalmait jogi szempontból dolgozza fel. A szocializmus a dolog természetének megfelelően gazdasági problémákból indul ki. Menger volt az első, aki a szocialista irodalom e nagy hézagát észrevette, aki felismerte, hogy a szocializmus nemcsak gazdaságtani, hanem jogbölcseleti probléma is, amelyet nem szabad olyan fatalisztikusan elütni, hogy az új gazdaság majd létrehozza a maga új jogát. E hézag betöltésének szentelte Menger életének nagy munkáját. És e munka első részletét A teljes munkahozadékokra való jog (Das Kecht auf den vollen Arbeitsertrag) című művében tárta elénk 1886-ban. A munka címében kifejezett követelést hámozza ki Menger mint a szocializmus egyik alapvető jogi tételét. 
E munka azonban nemcsak ebből a szempontból vált nevezetessé, hanem mellékesen a szocializmus történelmének is egyik fontos vitairatává lett. Menger ugyanis, aki kérdését rendkívül lelkiismeretes, az eredeti és sokszor már feledésbe merült írókra visszamenő irodalomtörténeti kutatásokkal szerelte fel, arra az eredményre jutott, hogy a modern tudományos szocializmus alapvető tételei sem Karl Marxtól, sem mint némelyek állítják Johann Karl Rodbertustól származnak, hanem hogy azokat mindketten a régibb szocialisták írásaiból, Rodbertus főleg Pierre-Joseph Proudhontól és a Saint-Simonisták irataiból, Marx pedig William Thompsontól kölcsönözte.
Menger minden nagyobb dolgozata világirodalmi eseménnyé nőtte ki magát. A teljes munkahozadékra való jogot csakhamar francia,
angol és spanyol nyelvre fordították le. Következő nagyobb munkája, amelyet olasz és spanyol nyelvre ültettek át, az 1890-ben megjelent A polgári jog és a vagyontalan néposztályok (Das bürgerliche Rechtund die besitzlosen Volksklassen) című, még híresebbé tette íróját és még nagyobb hatást is ért el. Ez már egyenesen az európai magánjogi törvényhozásban hagyott jelentékeny nyomot. A svájci polgári törvénykönyv tervezete, több osztrák polgári perrendtartási törvény, az olasz magánjog Menger e könyvének világos hatásait viselik magukon. Olyan eredmény, amely egy tudományos gondolkodót büszke öntudattal tölthet el. Hatásának titka: ékesen szóló igazsága és észhez szóló világossága mellett kétségkívül abban a körülményben is keresendő, hogy Menger e munkájában nem távolodott el nagyon messze a mai tétéles jog alapelveitől, hanem csak oly reformjavaslatokkal állott elő, amelyek a régi magánjog alapelveinek, tehát első sorban a magántulajdonjognak fenntartása mellett is keresztülvihetők. 
Minden olyan kérdést, amely egészen új jogi alapokat igényelt volna, egyelőre kizárt vizsgálódásai köréből. Mindazonáltal ebben a munkájában is merészen új problémák elé állítja Menger a magánjogot. A jogi fogalmak kihegyezéséből és éles észre mutató definíciókból úgy találja, hogy elég volt. A mai magánjog történelmi előzményei is mind szépen elénk vannak tárva. Tisztába jöttünk tehát az egyes tételek összefüggésével, helyükkel az egész jogrendszerben és az intézmények kifejlődésével. De azt a kérdést, hogy a vagyontalan néposztályok mint érzik magukat e magánjog mellett, amelynek oly gyönyörűen kicsiszolt fogalmi meghatározásai vannak, ezt a kérdést Menger vetette fel először. 
A német polgári törvénykönyv tervezetén mutatja ki, hogy a vagyontalan néposztályok a mai magánjog mellett csak éktelenül rosszul érezhetik magukat. Kifejti, hogy ez a tervezet egy arisztokratikus katonaállam uralkodó osztályainak a tervezete, hogy a mai magánjog egyszerűen a vagyonosok magánjoga. Menger e könyvében tehát már eljutott a jogrendszerek és a hatalmi viszonyok közti szoros összefüggés világos dokumentálásáig. Ezen a ponton azonban már nem volt megállás egy olyan reformer számára, aki nem riad vissza attól, hogy gondolatainak következményeit levonja.
Menger levonta ezeket a következményeket: az aktuális jog a hatalmi viszonyok eredője és ha egyáltalában minden jog a mindenkori hatalmi viszonyok eredője, akkor a kitagadott néposztályok sorsán bizony csak kevéssé lehet segíteni a mai (19. századi) hatalmi viszonyok mellett. Nem nagyon lehet segíteni rajtuk e hatalmi viszonyok legjellemzőbb nyomait viselő jogi intézmények keretében. Szóval nem a német polgári törvénykönyv paragrafusainak kritikája segít itt, hanem új hatalmi viszonyok és ezeket kifejező
új jog.
Menger teljesen megtette ezt a nehéz utat a régi világból az új világba. Megtette olyan életkorban, amelyben csak kevés gondolkozónak adatott meg az a frissesség és ruganyosság, hogy lerázza magáról egy életen át beidegzett világnézet nyűgét és
fiatalos energiával teremtsen magának újat. Igaz, Menger az ő régi világában mindig kissé idegen volt. Ez mindenesetre megkönnyítette neki. hogy új világában csakhamar otthonos legyen. A Neue Staatslehre már azé a Mengeré, aki kiküzdötte magát a polgári világ határaiból, ami tételes magánjogásztól bizonyára épp oly nehéz, mint amilyen ritka erőkifejtés. 
A Neue Staatslehreban már egészen az új hatalmi viszonyok alapjára helyezkedik és az ő józan modorában kutatja, hogy minő jogi formákban kell azoknak kifejezést keresniük. Egy szocialista törvénykönyv első pozitív jogászi és nem fantasztikus kísérlete ez a munka, amely a régi dogmatika romjain egy új korszak pozitív jogát igyekszik megkonstruálni. Merész kísérlet, amelynek céljára Menger hatalmas szociológiai tudásának Menger alapos jogászi képzettségével kellett párosulnia. Egyik jellemző vonása a közjog és magánjog válaszfalainak ledőlése. a magánjog szocializálódása a széles néprétegek legelemibb életszükségleteinek kielégítése mint fő állami feladat. E szükségletek fedezése tehát nem a magánjog formái között folynék tovább, hanem állampolgári jogok és
kötelességek régióiba emelkedik. Ezeket az alapgondolatokat persze nem Menger mondta ki először, de szabatos jogászi ruhába kétségtelenül ő öltöztette azokat első ízben.
Munkás életének alkonyán a fáradhatatlan öreg még egy lépéssel odább ment és megkísérelte annak az új erkölcsi kódexnek formulázását is, amely az új hatalmi viszonyokból meg kell, hogy szülessen és amely részben máris született. Szembe állítja a hagyományos feudális-kapitalista-militarisztikus morált az eljövendő munkás, kollektivista indusztriális idők új moráljával.
Nézeteit magyar nyelven is olvasható Új erkölcstan (Neue Sittenlehre) című könyvében foglalta össze.

## Művei
- Die Zulässigkeit neuen thatsächlichen Vorbringens in den höheren Instanzen. Eine civilprocessualische Abhandlung, 1873
- Das Recht auf den vollen Arbeitsertrag in geschichtlicher Darstellung. Cotta, Stuttgart, 1886
- Gutachten über die Vorschläge zur Errichtung einer eidgenössischen Hochschule für Rechts- und Staatswissenschaft. Zürich, J. J. Schabelitz, 1889
- Das Bürgerliche Recht und die besitzlosen Volksklassen. Eine Kritik des Entwurfs eines Bürgerlichen Gesetzbuches für das Deutsche Reich, 1890
- Die sozialen Aufgaben der Rechtswissenschaft. ( Antrittsrede bei Übernahme des Rektorates der Universität Wien ) 1896 (2. Auflage Wien, Braumüller, 1905)
- Neue Staatslehre, 1903
- Neue Sittenlehre. Jena, G. Fischer, 1905

## Művei magyar fordításban
- Új erkölcstan. Fordította Ormós Ede. Előszóval ellátta Somló Bódog, Budapest, 1907. (Társadalomtudományi Könyvtár)
- Néppolitika. Fordította dr. Kelen Ferencné. Budapest, 1907. (Ébresztő. Tudományos népszerű füzetek)
- A jövő állama. Fordította Ormos Ede dr. Budapest, 1908. (Szociológiai Könyvtár)

## Forrás
- A Pallas nagy lexikona. Szerk. Bokor József. Budapest: Arcanum – FolioNET. 1998.  ISBN 963 85923 2 X

```

```

- Társadalmi lexikon, szerk. Madzsar József. Budapest, Népszava-Könyvkereskedés, 1928., 472. o.